# Lens flare

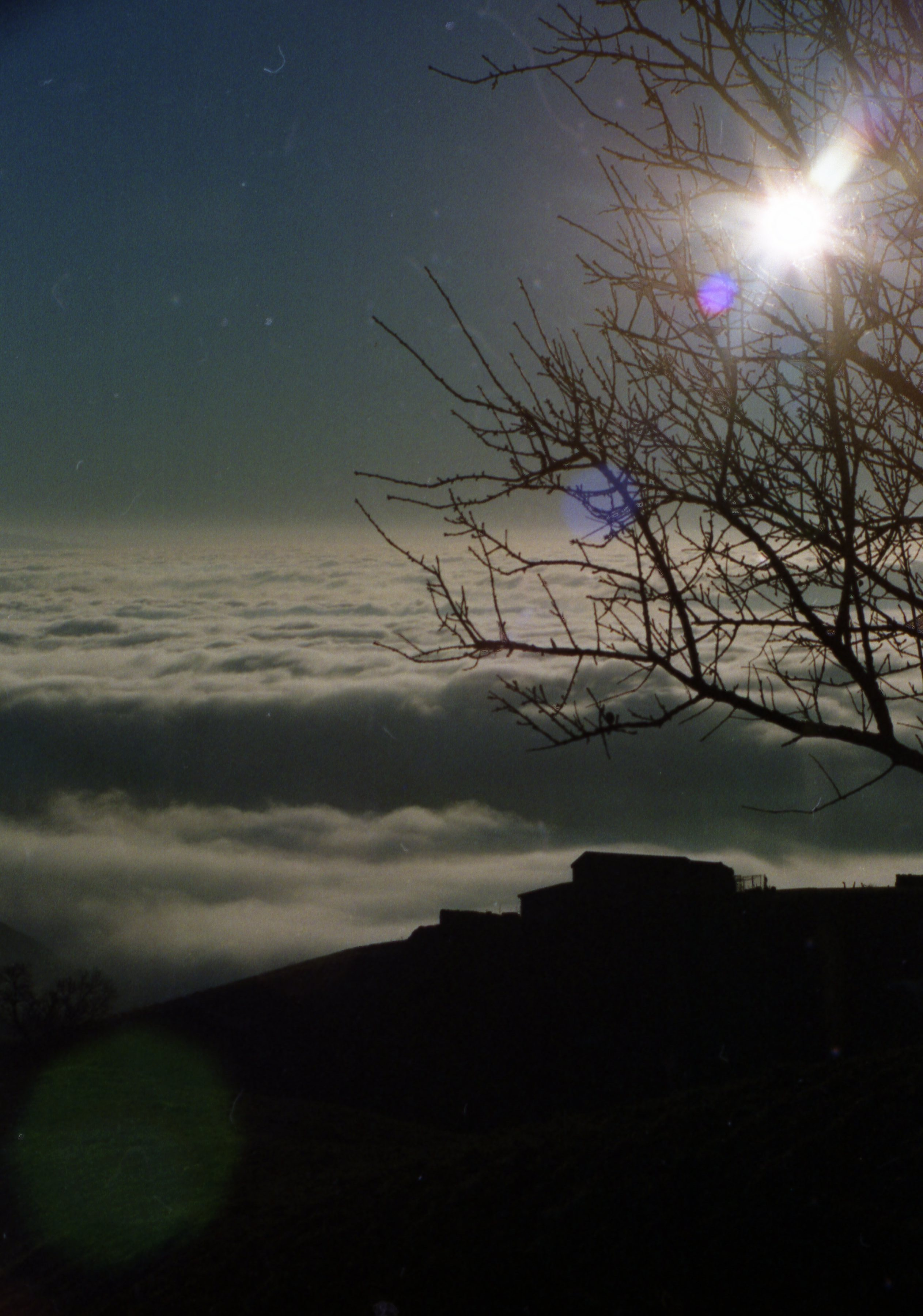
Lens flare

Lens flare é uma aberração óptica causada pela dispersão da luz que entra na lente através das suas extremidades. Esse defeito causa certas manchas de luz em formas circulares ou hexagonais. Isto provoca uma diminuição de contraste da imagem final e, geralmente, o assunto está na sombra, o que torna difícil de focar.
Este tipo de "defeito" óptico se tornou popular no meio cinematográfico, sendo considerado um "efeito" que inclusive conta com plugins para Photoshop e outros softwares de edição de vídeo.

## Ligações Externas
- Conteúdo complementar sobre o efeito Lens Flare, Como evitar ou usá-lo a seu favor.
- Conteúdo sobre como recriar o efeito Lens Flare no Photoshop.